# أندرو بول
أندرو بول (2 يوليو 1967 في المملكة المتحدة - ) (بالإنجليزية: Andrew Poole)‏ هو لاعب كريكت بريطاني. لعب مع Suffolk County Cricket Club ‏.

## وصلات خارجية
- أندرو بول على موقع إي آس بي آن كريك إنفو (الإنجليزية)